# 松山生協
株式会社松山生協（まつやませいきょう）は、愛媛県松山市に本社をおく小売業・プロパンガス事業を行う企業。「生協」とあるが外形的な組織形態としては生活協同組合ではなく株式会社であり、松山市農業協同組合の子会社である。

## 沿革
- 1972年（昭和47年）10月2日 - 株式会社松山生協を設立。

## 小売事業
松山市内およびその周辺市町でスーパーマーケット他、農作物産直店の「おいでな菜家」、コンビニエンスストアのヤマザキショップ・ファミリーマートを展開している。
なお、当社の事業エリア内では同じく農協系のスーパーマーケット「エーコープ」や、生活協同組合コープえひめの店舗も存在する。店舗看板やチラシなどではそれらとの混同を避ける為「マツヤマセイキョウ」とカタカナ表記をしていることが多い。

### 店舗
現存
松山市
- 余土店
- 西雄郡店
- 久米店
- 斎院店
- 三津店
- 椿店
- 泊店
- 堀江店
- おいでな菜家・ゆやま
- ヤマザキショップ松山生協浮穴店
- ファミリーマート松山生協西余戸店

松前町
- 北伊予店
- 岡田店

久万高原町
- 久万店
- 直瀬店

東温市
- 川上店

過去
松山市
- 山西店
- 生石店
- 和気店
- 朝美店
- 雄郡店
- 拓南店
- 西余戸店
- 新浜店
- 安城寺店
- 衣山店
- 石井店
- おいでな菜家・ひさえだ

松前町
- 松前店
- ヤマザキショップ松山生協永田店

久万高原町
- 畑野川店
- 上畑野川店
- 美川店

## プロパンガス事業
松山市・東温市・伊予郡松前町・上浮穴郡久万高原町などを営業エリアとしている。プロパンガスの供給やガス関連器具などを行っている。

### 主要基地
- 味生基地 - 愛媛県松山市山西町
- 石井基地 - 愛媛県松山市東石井
- 岡田基地 - 愛媛県伊予郡松前町大字昌農内